# Kaspar Uttenhofer

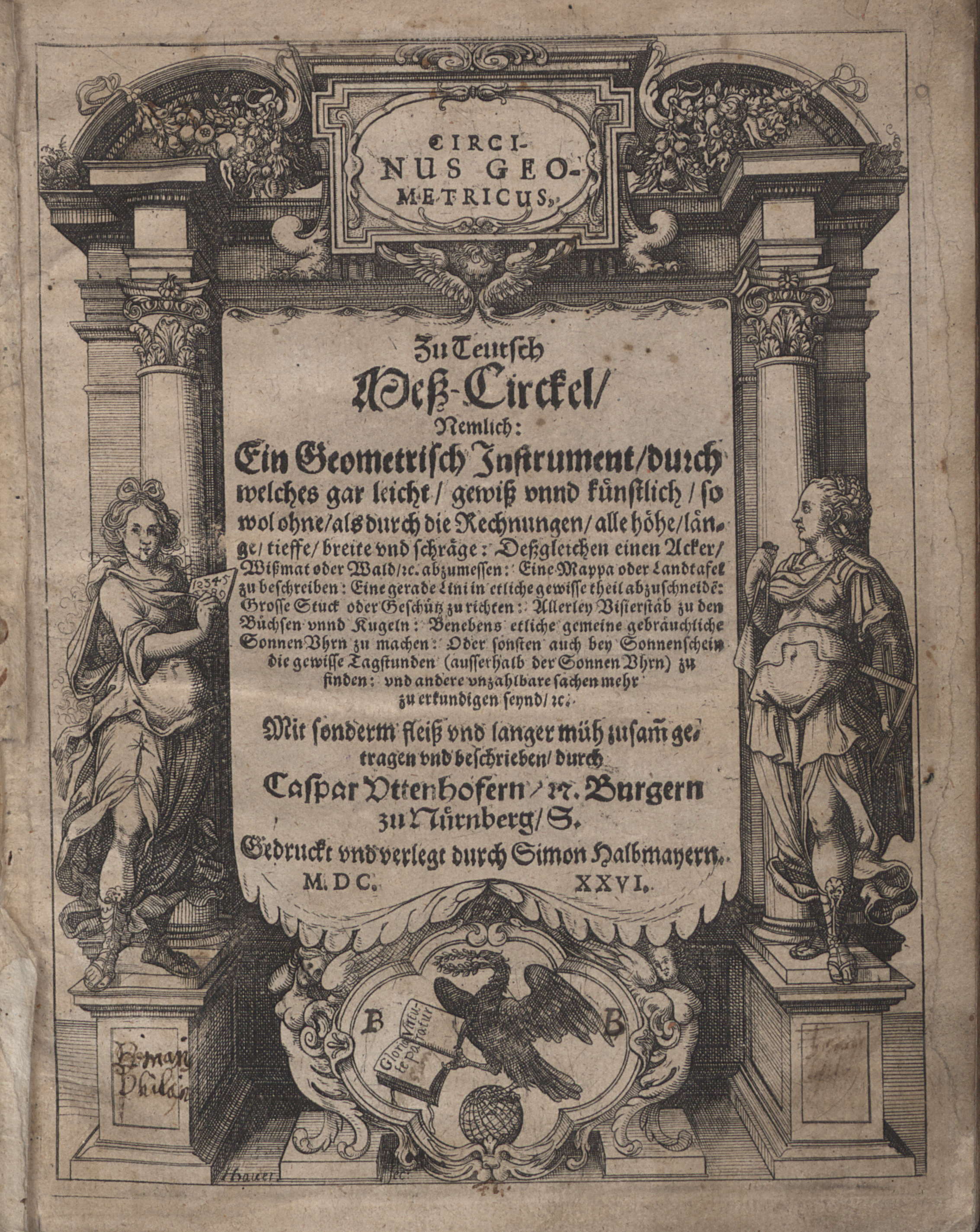
Circinus Geometricus, Frontispiz (1626)

Kaspar Uttenhofer (* um 1588 in Nürnberg; † 31. Mai 1621 in Nürnberg) war ein deutscher Mathematiker und Astronom.

## Leben
Kaspar Uttenhofer wurde zirka 1588 als Kind des Apothekers Melchior Uttenhofer zu Nürnberg geboren. Der Nürnberger Mathematiker Daniel Schwenter berichtet, Uttenhofer habe sich ganz seinen Studien gewidmet und es dabei zu beachtlichen Kenntnissen gebracht, die zu drei Veröffentlichungen führten. Uttenhofer blieb unverheiratet. Weitere Details aus seinem Leben sind nicht überliefert, er starb am 31. Mai 1621 in Nürnberg.

## Werke
Aus Uttenhofers Feder sind drei Werke bekannt.

### Pes mechanicus
Im Jahre 1615 erschien seine Druckschrift Pes mechanicus in Nürnberg, es kam dann noch zu vier weiteren Auflagen, drei davon posthum. Pes mechanicus ist die lateinische Bezeichnung für die alte Längeneinheit Werkschuh, in Franken auch als Gert bekannt. Die Schrift beschreibt, wie man mittels eines solchen Längenmaßes auf einfache Weise Sonnenuhren herstellen kann.

### Judicium de nupero Cometa astrologico-historicum
In der Schrift Judicium de nupero Cometa astrologico-historicum (deutsch: Eine astrologisch-historische Beurteilung des neuen Kometen), erschienen 1619 in Nürnberg, gibt Uttenhofer über den heute C/1618 W1 genannten Kometen astrologische und historische Einschätzungen. Der vollständige Titel lautet: Judicium de nupero Cometa Astrologo-Historicum : Kurtzer Bericht und Erklärung, Was von dem neuen Cometen, oder geschwentzten Stern, so sich dieses zu endlauffenden 1618. Jars, etliche zeit am Himmel in dem lüfftigen, warmen vnd feuchten Zeichen der Wag bey den Bildern oder Sternen Boote vnd grossen Bären, der sonst Heerwagen genannt, sehen lassen, zuhalten, vnd desselben bedeutung oder wirckung seyn möchte / Auß Astrologischen gründen mit allem fleiß betrachtet, deßgleichen auß bewärten Historien vnd vielen Exempeln erwiesen, vnnd beschrieben, Durch Casparum Vttenhofer, Nürnberg 1619.

### Circinus geometricus
In diesem Buch, dessen vollständiger Titel Circinus geometricus, zu Teutsch Meß-Circkel ist, beschreibt Uttenhofer Methoden, wie mit einem Messzirkel Abstände ab- und auszumessen sind. Die Veröffentlichung hat er selbst nicht mehr erlebt, diese fand posthum erst im Jahre 1626 durch den oben erwähnten Daniel Schwenter statt, der dazu auch ein Vorwort verfasste.